# Jozef Gahér
Jozef Gahér (28. dubna 1934 Dvorany nad Nitrou – 12. března 2013 Bratislava) byl slovenský hudební skladatel a pedagog.

## Život
Po maturitě na gymnáziu v Topoľčanech studoval skladbu na Vysoké škole múzických umění v Bratislavě u Jána Cikkera a v letech 1957–1960 ještě Vysokou školu pedagogickou. Do roku 1968 učil na Střední pedagogické škole v Modre. Poté byl pedagogem na Katedře slovenského jazyka a literatury PdFUK v Trnavě. Vedle toho dále rozšiřoval své hudební vzdělání. V letech 1969–1972 vystudoval Janáčkově akademii múzických umění v Brně skladbu u Ctirada Kohoutka a v letech 1973–1975 absolvoval na téže škole postgraduální studium experimentální kompozice u Alois Piňose.
V roce 1974 získal na Filozofické fakultě Univerzity P. J. Šafárika v Prešově titul PhDr. pro obor slovenský jazyk. V letech 1981–1986 působil na Katedře hudební výchovy Pedagogické fakulty v Trnavě. V následujících letech vyučoval Katedře hudební výchovy Pedagogické fakulty v Bratislavě a v roce 1994 se stal docentem skladby a teorie skladby na Pedagogické fakultě Masarykovy univerzity v Brně.

## Dílo
Jako skladatel byl Jozef Gahér neobyčejně plodný a zasáhl prakticky do všech oborů klasické hudby.

### Opery
- Jarmilka (dětská opera,)
- Sen v lese (dětská opera, libreto Ľudmila Krchňavá, 1956)
- Katarína (libreto H. Gahérová podle F. M. Dostojevského, 1971)
- Scénické variácie na motívy Rómea a Júlie (libreto skladatel, 1976),
- Irasema (libreto skladatel podle José de Alencara, 1977)
- Penelope XX. (libreto H. Gahérová podle Uedy Akinariho, 1978)
- Hra štyroch (libreto skladatel podle L. N. Tolstého, 1979)
- Aucassin a Nicolette (starofrancouzské poesie, 1981)
- Lavína (libreto autor podle Františka Švantnera, 1983)
- Malka (libreto O. Laciak podle Františka Švantnera, 1984
- Pastier a pastierka (libreto skladatel podle Viktora Astafjeva, 1987)
- Dante Alighieri (libreto skladatel podle Lajose Marótiho, 1992)

### Balety
- Obrad svätej svadby (sumerská poesie, 1967)
- Paraboly (Evangelia, 1969)
- Ifigénia na Tauride (text Johann Wolfgang von Goethe, 1984)
- Francesca da Rimini (text Dante Alighieri, 1987)

### Orchestrální skladby
- Tatranská rapsódia (1950, rev. 1957)
- Nízke Tatry v zime (3 symfonické obrazy, 1955)
- Serenáda (1955)
- Koncert pre husle a orchester č. 1 (1955–57)
- Symfonická fantázia (1955–58)
- Symfonietta (1963)
- Koncertantná symfónia (1963)
- Karnevalový koncert (1964)
- Koncert pre husle a orchester č. 2 (1964)
- Portréty (1965)
- Štyri vety prírody pre veľký orchester (1965)
- Symfonický diptych (1967)
- Koncert pre violu a orchester (1968)
- Dukla, concerto pro defunctis (1969)
- Veľkonočná hudba Concerto grosso č. 1 (1970)
- Tryasimetron. Concerto grosso č. 2 (1970)
- Dvojmonológ (1971)
- Na pochodu se neumírá (1973)
- Concerto grosso č. 3 pre flautu, husle, klavír a orchester (1975–77)
- Okrúhlenie jesene. Concerto grosso č. 4 (1976)
- 1. symfónia pre veľký orchester (1977)
- 2. symfónia (1978)
- 3. symfónia pre klavír a orchester (1979)
- Monodráma pro klavír a orchestr (1979)
- Koncert pre husle a orchester č. 3 (1980)
- Concerto grosso č. 5 (1980)
- Eroica pre dychový orchester (1982)
- Symfónia (1982)
- Concerto grosso č. 6 (1982)
- Madrigaly (1984)
- Koncert pre fagot a orchester (1984)
- Tryasimetron pre tri nástrojové skupiny (1985)
- Koncert pre hoboj a orchester (1988)
- Koncert pre kontrabas a sláčikový orchester (1990)
- Koncert pre husle a orchester č. 4 (1992)
- Koncert pre akordeón a orchester (1996)
- 5. symfónia (1998)
- Koncert pre dve violy a orchester (1998–1999)
- Hudba pre violu a sláčikový orchester (1999)
- Agnus dei (2000)
- 6. symfónia (2001)
- Symfónia pre komorný orchester (2001)
- Finále pre orchester (2004)
- Serenáda pre komorný orchester (před 2005)
- Sinfonia monopartita (2008)
- Ciaccona - concercata quasi fantasia pre klavír a orchester (2008)

### Vokální díla s orchestrem
- Smrť kráľa Saula (Kniha Šalamúnova, 1967)
- Sonáta pre barytón, husle, miešaný zbor a orchester (1967)
- Země má i tvá (1971)
- Epištola 1 (1. list Pavla ku Korinťanom, 1972)
- Stabat mater 1939–45 (1974)
- Recordare Domine (Prorok Izaiáš, 1992)
- In monte Oliveti (1993)
- Rorate caeli desuper (Prorok Izaiáš, 1995)
- Canticum canticorum (kantáta, text král Šalamoun, 1997)
- Liptovské modulácie (kantáta pre soprán a orchester 1998)
- Epištola 2 (1. list Pavla ku Korinťanom, 2003)
- Litanie Lauretane (kantáta pre sóla, miešaný zbor, organ a orchester, 2003)
- Dráma sveta (kantáta, 2007)
- Missa solemnis pre soprán, flautu, violončelo, miešaný zbor, sláčikový orchester a organ (2007/2008)

### Elektroakustické skladby
- Passacaglia (Variácie na basovú tému, 1971)
- Dvojkoncert (1975)

Kromě toho komponoval velké množství komorní hudby (mj. 10 smyčcových kvartet), mnoho písní a sborů. Zabýval se rovněž využitím počítačů při kompozici. Na toto téma publikoval několik prací.